# ハピふる!
『ハピふる!』は、2007年10月1日から2008年9月26日までフジテレビ系列（一部の局のみ）で毎週月曜 - 金曜 9:55 - 11:25（JST）に生放送されていた生活情報ワイド・バラエティ番組である。

## 番組概要
2007年4月2日よりスタートした『わかってちょーだい!』が9月28日に終了することが決定したため、新しい平日午前ワイド番組をスタートさせた。
なお、本番組では『ジョーダンじゃない!?』時代から放送していた再現ドラマから撤退し、生活情報や従来の料理コーナーやショッピングコーナーを放送しており、総合司会は高樹沙耶（現:益戸育江）が務めていた。

## 放送時間
- 2007年10月1日 - 2008年9月26日 月 - 金曜日 9:55 - 11:25[1]（JST）

## 出演者

### キャスター
総合司会
- 高樹沙耶（現：益戸育江）

アシスタント
- 野島卓（フジテレビアナウンサー）
- 石本沙織（同上）

### レギュラー出演者の変遷
| 期間      | 期間      | アナウンサー | アナウンサー | アナウンサー | アナウンサー | アナウンサー      | ゲスト   | ゲスト   | ゲスト   | ゲスト     | ゲスト     |
| 期間      | 期間      | 月曜日       | 火曜日       | 水曜日       | 木曜日       | 金曜日            | 月曜日   | 火曜日   | 水曜日   | 木曜日     | 金曜日     |
| --------- | --------- | ------------ | ------------ | ------------ | ------------ | ----------------- | -------- | -------- | -------- | ---------- | ---------- |
| 2007.10.1 | 2008.3.28 | 高木広子     | 梅津弥英子   | 武田祐子     | 益田由美     | 阿部知代 本田朋子 | 加藤紀子 | 磯野貴理 | 濱田マリ | 小谷実可子 | 清水ミチコ |
| 2008.3.31 | 2008.9.26 | 梅津弥英子   | 高木広子     | 武田祐子     | 益田由美     | 阿部知代 本田朋子 | 濱田マリ | 加藤紀子 | 磯野貴理 | 小谷実可子 | 清水ミチコ |

補足
- アナウンサーは日替り企画プレゼンターでもある。

### ハピふる!BOYS（お天気キャスター）
| 期間      | 期間      | 出演者  | 出演者   |
| --------- | --------- | ------- | -------- |
| 2007.10.1 | 2008.3.28 | CHIKARA | 武田航平 |
| 2008.3.31 | 2008.9.27 | CHIKARA | 南圭介   |

### スピーク一番出し
報道センターからのニュースコーナー。本番組の直後（各放送局のミニ番組を挟んで）の11時30分からの「FNNスピーク」キャスターいずれかが担当。
- 奥寺健
- 島田彩夏

### らいぶdeキッチン
- 月曜日：コウケンテツ（料理研究家）
- 火曜日：笠原将弘（「賛否両論」店主）
- 水曜日：茂出木浩司（「たいめいけん」3代目店主）
- 木曜日：田村亮介（「麻布長江」料理長）
- 金曜日：佐志原佑樹（「オステリア スゲロ」オーナーシェフ）

### ファイヤー!バイヤー!!→いいものWAVE
- パンチ佐藤
- 梅津弥英子
- 冨田憲子
- 柏木厚志（主に格安商品、生活関連商品を担当）
- セリー（主に健康に関する商品を担当）
- 山名恵子（主にバッグ、服を担当）
- 塩見誠一郎（主にブランド品を担当）
- 坂田陽子（主にジュエリーを担当）
- 宮原あつき（主に美容に関する商品を担当）

放送当日のショッピング情報は産経新聞（東京本社版）に連日5段広告を掲載している。
なお、柏木とセリーはディノスの社員である。

## 番組終了時のタイムテーブル
- 9:55 ハピ得!（月〜水・金曜）/今日のキテます!（木曜）
  - 「ハピ得!」のみコーナーVTRを途中で区切り、スタジオでのフリートーク（実質番組のオープニング）を挟んで再びVTRに移るという体制をとっている。
- 10:05 益田由美のとうきょう歩き（木曜）
- 10:20 今日のキテます!（月〜水曜）/エンタキテます!前半（金曜）
- 10:37 スピーク一番出し（金曜のみ）
- 10:39 エンタキテます!後半（金曜）
- 10:43 スピーク一番出し（月〜木曜）
- 10:46 お天気1/4
- 10:48 「ハピふる!マインドチェック」（月曜）
  - 当初は「今日1日の運勢」を占う企画であったが、2008年1月より週1回となり「今週の運勢」を占う企画となっている。

※フジ系における全国の天気で表記される中で、北部九州地方は福岡、中国地方は広島、東海地方は名古屋になっているが、それぞれ佐賀・岡山・静岡に変更されている。但し大阪は差し替えていない。
- 10:50 らいぶdeキッチン

各曜日担当の料理人と石本アナが調理。
- 11:08 いいものWAVE（VTR）
- 11:17 日刊!プレゼンTV
- 11:19 ハピふる!通信
- 11:23:45 放送終了

### 過去のコーナー
- 私の分かれ道（月曜）
- もっと良くなる!ベターの法則（火曜）
- これって私だけ?（水曜）
- 知りたきゃ走れ!（金曜）
- ファイヤー!バイヤー!!（毎日）

いいものWAVEの前身、このコーナーは生で商品を紹介していた。
- 10 years ago（毎日）

## 主題歌
- 杏里「もう悲しくない 〜ハピふる!」

## スタッフ
- チーフプロデューサー：五十嵐英次
- プロデューサー：西村朗、花苑博康
- ディレクター : 浜谷知典、朝川昭史、伊藤渉
- 制作協力：NEXTEP
- 制作：フジテレビ情報制作センター
- 制作・著作：フジテレビ

## ネット局
- フジテレビジョン（制作局）
- 岩手めんこいテレビ
- 仙台放送
- 秋田テレビ
- さくらんぼテレビ（第3週と第4週の月、水未ネット）
- 福島テレビ（月曜未ネット）
- 新潟総合テレビ
- 長野放送
- テレビ静岡（金曜は未ネットでテレビ大阪制作・テレビ東京系列のボランティア21を放送、『いいものWAVE』のみ時差ネット、夏休みシーズンはネットを休止し、フジテレビ系あるいはテレビ東京系のアニメの再放送）
- 富山テレビ
- 福井テレビ（月、火未ネット）
- 山陰中央テレビ
- 岡山放送
- テレビ愛媛
- 高知さんさんテレビ
- サガテレビ
- テレビ熊本
- 鹿児島テレビ（金曜未ネット）
- 沖縄テレビ